# Abu Sayeed
Pour les articles homonymes, voir Sayeed.
Abu Sayeed (bengali : আবু সাইয়ীদ) est un réalisateur, producteur et scénariste bangladais.

## Biographie
Abu Sayeed est l'un des pionniers du cinéma indépendant au Bangladesh. En tant que cinéaste, il a réalisé six longs métrages et deux courts métrages. Ses films ont remporté six prix nationaux et quatre prix internationaux.

## Filmographie partielle

### Au cinéma
- 2000 : Kittonkhola
- 2005 : Shankhonad
- 2006 : Nirontor
- 2007 : Banshi
- 2008 : Rupantor